# Isola Pustoj
L'isola Pustoj (in russo Остров Пустой, ostrov Pustoj, in italiano "isola deserta") è un'isola russa che fa parte dell'arcipelago di Severnaja Zemlja ed è bagnata dal mare di Kara.
Amministrativamente fa parte del distretto di Tajmyr del Territorio di Krasnojarsk, nel Distretto Federale Siberiano.

## Geografia
L'isola è situata a circa 650 m dalla costa occidentale dell'isola della Rivoluzione d'Ottobre, nella parte settentrionale del golfo Uzkij (залив Узкий, zaliv Uzkij), quasi all'imboccatura della baia Mutnaja (бухтa Мутнaя, buchta Mutnaja) e a ovest della foce del fiume Skrytaja (рекa Скрытaя, reka Skrytaja). In particolare, si trova tra le penisole Žiloj (полуостров Жилой, poluostrov Žiloj) e Parižskoj Kommuny (полуостров Парижской Коммуны, poluostrov Parižskoj Kommuny).
L'isola è di forma allungata, lunga 1,3 km e larga 800 m. Non ci sono rilievi importanti; le coste sono basse scogliere. È presente una vegetazione tipica della tundra, con erbe basse e resistenti e licheni.

## Isole adiacenti
- Isola Blizkij (остров Близкий, ostrov Blizkij), 4,5 km a sud-est.
- Isola Zabor (остров Забор, ostrov Zabor), 6,4 km a sud.
- Isole di Kolosov (oстрова Колосова, ostrova Kolosova), 9 km a sud.